# Lunnelid
Lunnelid är ett naturreservat i Lidköpings kommun i Västra Götalands län.
Lunnelid ligger sydväst om Råda kyrka, väster om Lidköping. Reservatet är 4 hektar stort och bildades 1926. 
Området är en ädellövskog med kraftiga ekar, askar och lönnar. Örtfloran är rik. Inom området finns källor som enligt traditionen har använts som offerkällor.